# Mykola Smyrnov
Mykola Oleksandrovytj Smyrnov (ukrainska: Микола Олександрович Смирнов; ryska: Николай Александрович Смирнов, Nikolaj Aleksandrovitj Smirnov), född 27 februari 1961 i Lvov, Ukrainska SSR, Sovjetunionen, är en före detta sovjetisk vattenpolospelare. Han tog OS-brons 1988 med Sovjetunionens landslag.
Smyrnov spelade sju matcher och gjorde nio mål i den olympiska vattenpoloturneringen i Seoul.
Smyrnov tog VM-guld i samband med världsmästerskapen i simsport 1982 i Guayaquil i Ecuador. EM-guld tog han 1983 i Rom och 1985 i Sofia.